# 德博戰棋
德博戰棋 （法語：Le Jeu de la Guerre），是法國哲學家、導演居伊·德博於1987年推出的兩人遊戲的圖版戰棋。

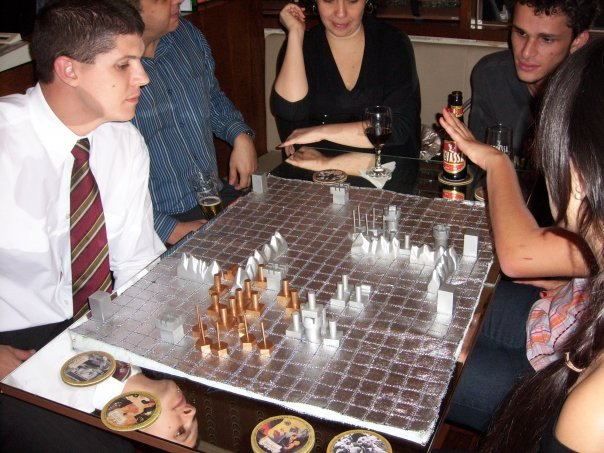
巴西玩家在對弈此遊戲

## 歷史
居伊·德博在自己著作《Le Jeu de la Guerre》記錄此遊戲規則，但並沒印行，直到2008年才正式出版
。遊戲外觀類似拿破崙時代兵種的的微缩模型，棋盤採用戰棋少用的正方格，棋子有攻擊值、防禦值等，但規則絲毫沒有擲骰、抽牌、暗刻木塊等運氣成分，反到像抽象棋類。

## 外部連結
- 遊戲介紹 （页面存档备份，存于）
- 遊戲下載 （页面存档备份，存于）